# Gustaf Färingborg
Karl Gustaf Teodor Färingborg, född 16 november 1908 i Storkyrkoförsamlingen i Stockholm, död 25 december 1982 i Malmö, var en svensk skådespelare.

## Biografi
Färingborg började sin teaterbana på Casinoteatern i Stockholm och kom därefter till Svenska teatern i Åbo. Senare följde engagemang i Stockholm på Vasateatern och Oscarsteatern. Han arbetade även på Hippodromen i Malmö och knöts 1956 till Malmö stadsteater. Han var under några år ordensgeneral för Malmölogen av Teaterorden TSO. Färingborg är begravd på Forsviks kyrkogård.

## Filmografi i urval
- 1937 – Häxnatten
- 1938 – Karriär
- 1939 – Efterlyst
- 1940 – Blyge Anton
- 1942 – Vårat gäng
- 1942 – Hjältar i gult och blått
- 1943 – Ombyte av tåg
- 1943 – Aktören
- 1944 – Stopp! Tänk på något annat
- 1944 – Gröna hissen
- 1945 – Rattens musketörer
- 1945 – Rosen på Tistelön
- 1946 – Ballongen
- 1946 – Pengar - en tragikomisk saga
- 1946 – Hotell Kåkbrinken
- 1946 – Djurgårdskvällar
- 1951 – Det var en gång en sjöman
- 1952 – En fästman i taget
- 1952 – Kalle Karlsson från Jularbo
- 1952 – Säg det med blommor
- 1952 – Hon kom som en vind
- 1953 – Sommaren med Monika
- 1953 – Vägen till Klockrike
- 1953 – Ursula – flickan i finnskogarna
- 1954 – Skrattbomben
- 1954 – En lektion i kärlek
- 1964 – Slottstappning (TV-teater)
- 1966 – Den ödesdigra klockan
- 1966 – Andersson, Pettersson och Lundström (TV-teater)
- 1968 – Badarna
- 1971 – Utvandrarna
- 1974 – Karl XII (TV-film)

## Teater

### Roller (ej komplett)
| År   | Roll                    | Produktion                                                                                  | Regi                          | Teater                      |
| ---- | ----------------------- | ------------------------------------------------------------------------------------------- | ----------------------------- | --------------------------- |
| 1940 |                         | Här dansar Kalle Karlsson Sigge Fischer                                                     |                               | Klippans sommarteater       |
| 1943 |                         | Fattiga friare Gideon Wahlberg                                                              | Gideon Wahlberg               | Tantolundens friluftsteater |
| 1944 |                         | Annie från Amörrika Sigge Fischer, Ch. Henry och Einar Molin                                | Sigge Fischer                 | Tantolundens friluftsteater |
| 1945 |                         | Bröllop i Tanto Gideon Wahlberg                                                             | Gideon Wahlberg Werner Ohlson | Tantolundens friluftsteater |
| 1948 |                         | Köpmannen i Venedig William Shakespeare                                                     | Olof Molander                 | Malmö stadsteater           |
| 1950 | Sergeant Malone         | Rose Marie Rudolf Friml, Herbert Stothart, Otto Harbach och Oscar Hammerstein               | Sven Aage Larsen              | Oscarsteatern               |
| 1951 | Pipe                    | Blåjackor Lajos Lajtai och Lauri Wylie                                                      | Sven Aage Larsen              | Oscarsteatern               |
| 1951 | Harrison Howell         | Kiss Me, Kate Cole Porter, Samuel Spewack och Bella Spewack                                 | Sven Aage Larsen              | Oscarsteatern               |
| 1953 | Big Jule                | Änglar på Broadway Frank Loesser, Joe Swerling och Abe Burrows                              | Sven Aage Larsen              | Oscarsteatern               |
| 1953 | Sitting Bull            | Annie get your gun Irving Berlin, Dorothy Fields och Herbert Fields                         | Sven Aage Larsen              | Oscarsteatern               |
| 1954 | von Kronow              | Glada änkan Franz Lehár, Victor Léon och Leo Stein                                          | Lars Egge                     | Oscarsteatern               |
| 1956 |                         | Huckleberry Finns äventyr Gösta Terserus efter Mark Twains roman                            | Mats Johansson                | Malmö stadsteater           |
| 1956 |                         | Fruar på vift Georges Feydeau                                                               | Yngve Nordwall                | Malmö stadsteater           |
| 1956 |                         | Hjälte mot sin vilja Ira Levin efter en roman av Mac Hyman                                  | Yngve Nordwall                | Malmö stadsteater           |
| 1956 | Överste William F. Cody | Annie Get Your Gun Irving Berlin, Dorothy Fields och Herbert Fields                         | Ivo Cramér                    | Malmö stadsteater           |
| 1956 | Pastor Tooker           | Katt på hett plåttak Tennessee Williams                                                     | Ingmar Bergman                | Malmö stadsteater           |
| 1956 | Lejonhufvud             | Erik XIV August Strindberg                                                                  | Ingmar Bergman                | Malmö stadsteater           |
| 1957 | Aslak                   | Peer Gynt Henrik Ibsen                                                                      | Ingmar Bergman                | Malmö stadsteater           |
| 1957 |                         | Anne Franks dagbok Frances Goodrich och Albert Hackett                                      | Lars-Levi Læstadius           | Malmö stadsteater           |
| 1957 |                         | Eurydike Jean Anouilh                                                                       | Lars-Levi Laestadius          | Malmö stadsteater           |
| 1957 |                         | Glädjespridaren John Osborne                                                                | Yngve Nordwall                | Malmö stadsteater           |
| 1957 |                         | Petters resa till månen Gerdt von Bassewitz                                                 | Lennart Olsson                | Malmö stadsteater           |
| 1958 |                         | Månfåglarna Marcel Aymé                                                                     | Yngve Nordwall                | Malmö stadsteater           |
| 1958 |                         | Världen är vi William Saroyan                                                               | Yngve Nordwall                | Malmö stadsteater           |
| 1958 | Altmeyer                | Ur-Faust Johann Wolfgang von Goethe                                                         | Ingmar Bergman                | Malmö stadsteater           |
| 1959 |                         | Isak Juntti hade många söner Björn-Erik Höijer                                              | Yngve Nordwall                | Malmö stadsteater           |
| 1959 |                         | Ett drömspel August Strindberg                                                              | Bengt Ekerot                  | Malmö stadsteater           |
| 1959 |                         | En vintersaga William Shakespeare                                                           | Sandro Malmquist              | Malmö stadsteater           |
| 1960 |                         | Toreadorvalsen Jean Anouilh                                                                 | Sam Besekow                   | Malmö stadsteater           |
| 1960 |                         | Som man ropar i skogen... Aleksandr Ostrovskij                                              | Lars-Levi Læstadius           | Malmö stadsteater           |
| 1960 |                         | Läckan Bertil Schütt                                                                        | Yngve Nordwall                | Malmö stadsteater           |
| 1960 |                         | Satsa på rött Félicien Marceau                                                              |                               | Malmö stadsteater           |
| 1960 |                         | Trappan Boris Vian                                                                          | Yngve Nordwall                | Malmö stadsteater           |
| 1960 |                         | Maria Stuart Friedrich von Schiller                                                         | Sandro Malmquist              | Malmö stadsteater           |
| 1961 |                         | Hans nåds testamente Hjalmar Bergman                                                        |                               | Malmö stadsteater           |
| 1961 |                         | Världsomseglaren Georges Schehadé                                                           | Yngve Nordwall                | Malmö stadsteater           |
| 1961 |                         | Mäster Olof August Strindberg                                                               | Sandro Malmquist              | Malmö stadsteater           |
| 1962 |                         | Tolvskillingsoperan Kurt Weill och Bertolt Brecht                                           | Gösta Folke                   | Malmö stadsteater           |
| 1962 |                         | Farmor och vår Herre Hjalmar Bergman                                                        | Yngve Nordwall                | Malmö stadsteater           |
| 1962 |                         | Fysikerna Friedrich Dürrenmatt                                                              | Lennart Olsson                | Malmö stadsteater           |
| 1963 |                         | Stormen William Shakespeare                                                                 | Gösta Folke                   | Malmö stadsteater           |
| 1964 |                         | Svart måndag Reginald Rose                                                                  | Josef Halfen                  | Malmö stadsteater           |
| 1964 |                         | Richard III William Shakespeare                                                             | Lennart Olsson                | Malmö stadsteater           |
| 1964 |                         | Kvinnan ska inte brännas Christopher Fry                                                    | Josef Halfen                  | Malmö stadsteater           |
| 1965 |                         | Efter syndafallet Arthur Miller                                                             | Lennart Olsson                | Malmö stadsteater           |
| 1965 |                         | Trollkarlen från Oz L. Frank Baum                                                           | Jan Lewin                     | Malmö stadsteater           |
| 1965 | Horace Vandergelder     | Hello, Dolly! Michael Stewart och Jerry Herman                                              | Folke Abenius                 | Malmö stadsteater           |
| 1966 |                         | Orkestern Jean Anouilh                                                                      | Eva Sköld                     | Malmö stadsteater           |
| 1967 |                         | Natthärbärget Maxim Gorkij                                                                  | Josef Halfen                  | Malmö stadsteater           |
| 1967 |                         | Philadelphia, här är jag! Brian Friel                                                       | Andris Blekte                 | Malmö stadsteater           |
| 1968 | Boniface, värdshusvärd  | Galanta intriger George Farquhar, Ernst van Altena, Jack Popplewell och Jurriaan Andriessen | Egon Larsson                  | Malmö stadsteater           |
| 1968 |                         | Tango Slawomir Mrozek                                                                       | Kurt-Olof Sundström           | Malmö stadsteater           |
| 1968 |                         | Mutter Courage och hennes barn Bertolt Brecht                                               | Jan Lewin                     | Malmö stadsteater           |
| 1968 |                         | Trojanskorna Euripides i bearbetning av Jean-Paul Sartre                                    | Eva Sköld                     | Malmö stadsteater           |
| 1969 |                         | Julius Caesar William Shakespeare                                                           | Eva Sköld                     | Malmö stadsteater           |
| 1970 |                         | Gustav Vasa August Strindberg                                                               | Jan Lewin                     | Malmö stadsteater           |
| 1971 |                         | Operett Witold Gombrowicz                                                                   | Eva Sköld                     | Malmö stadsteater           |